# Diagonale principale
En algèbre linéaire, la diagonale principale d'une matrice carrée est la diagonale qui descend du coin en haut à gauche jusqu'au coin en bas à droite. Par exemple, la matrice carrée d'ordre 3 qui suit a des 1 sur sa diagonale principale :
{\displaystyle {\begin{pmatrix}1&0&0\\0&1&0\\0&0&1\end{pmatrix}}}
Il s'agit en particulier de la matrice identité d'ordre 3.
Ici, la diagonale principale est composée de 1 et on a également 2 diagonales « secondaires » de part et d'autre de la diagonale principale, composées par des 2 et l'autre par des 3.
{\displaystyle {\begin{pmatrix}1&3&0\\2&1&3\\0&2&1\end{pmatrix}}}
Une matrice qui a tous les coefficients en dehors de la diagonale principale nuls est appelée matrice diagonale.
Les coefficients de la diagonale principale de certaines matrices indiquent si elles sont inversibles ou non, ou donnent les valeurs propres:
- une matrice triangulaire est inversible si et seulement si tous les coefficients de la diagonale principale sont non nuls,
- une matrice triangulaire a toutes ses valeurs propres sur la diagonale principale.

La trace, qui est la somme des coefficients de la diagonale principale, est égale à la somme des valeurs propres.